# Итар Пејо (народни јунак)
Итар Пејо је традиционални херој бугарског фолклора, о коме се причају анегдоте на свим бугарским територијама скоро 400 година. Прво појављивање овог јунака забележено је у 16-17 веку.
Његов фолклорни лик представља Бугарина — сиромашног сељака, који се одликује изузетном лукавошћу, мудрошћу и домишљатошћу, како му име каже. Такође се сматра локалним аналогом књижевног хероја Насрадина Хође. Њих двоје се често свађају, духовито и надмудривају у смешним причама које до данас засмејавају људе. 
У великој мери, слика фолклорног хероја је оличена у Баj Гањоу.